# Melanie Melfort
Melanie Skotnik, coniugata Melfort (Hersbruck, 8 novembre 1982), è un'ex altista tedesca naturalizzata francese.

## Palmarès
| Anno                             | Manifestazione           | Sede              | Evento        | Risultato | Prestazione | Note |
| -------------------------------- | ------------------------ | ----------------- | ------------- | --------- | ----------- | ---- |
| In rappresentanza della Germania |                          |                   |               |           |             |      |
| 1999                             | Mondiali allievi         | Bydgoszcz         | Salto in alto | 4ª        | 1,79 m      |      |
| 2000                             | Mondiali juniores        | Santiago del Cile | Salto in alto | 5ª        | 1,85 m      |      |
| 2001                             | Europei juniores         | Grosseto          | Salto in alto | 10ª       | 1,86 m      |      |
| 2003                             | Europei under 23         | Bydgoszcz         | Salto in alto | 5ª        | 1,87 m      |      |
| 2004                             | Mondiali indoor          | Budapest          | Salto in alto | 16ª (q)   | 1,86 m      |      |
| In rappresentanza della Francia  |                          |                   |               |           |             |      |
| 2005                             | Mondiali                 | Helsinki          | Salto in alto | 15ª (q)   | 1,88 m      |      |
| 2005                             | Giochi del Mediterraneo  | Almería           | Salto in alto | Argento   | 1,95 m      |      |
| 2007                             | Europei indoor           | Birmingham        | Salto triplo  | 5ª        | 1,92 m      |      |
| 2007                             | Mondiali                 | Osaka             | Salto in alto | 7ª        | 1,94 m      |      |
| 2008                             | Giochi olimpici          | Pechino           | Salto in alto | 16ª (q)   | 1,89 m      |      |
| 2009                             | Mondiali                 | Berlino           | Salto in alto | 8ª        | 1,92 m      |      |
| 2011                             | Europei indoor           | Parigi            | Salto in alto | 4ª        | 1,92 m      |      |
| 2011                             | Mondiali                 | Taegu             | Salto in alto | 14ª (q)   | 1,92 m      |      |
| 2012                             | Europei                  | Helsinki          | Salto triplo  | 6ª        | 1,92 m      |      |
| 2012                             | Giochi olimpici          | Londra            | Salto in alto | 8ª        | 1,93 m      |      |
| 2013                             | Europei indoor           | Göteborg          | Salto in alto | 9ª (q)    | 1,92 m      |      |
| 2013                             | Giochi della Francofonia | Nizza             | Salto in alto | Oro       | 1,86 m      |      |